# Туманішвілі-Церетелі Анастасія Михайлівна
Анастасія Михайлівна Туманішвілі-Церетелі (6 вересня (25) серпня 1849, Тифліс, Російська Імперія — 7 лютого 1932 року, Тифліс, Грузинська РСР, СРСР) — грузинська дитяча письменниця, публіцистка, феміністка.

## Біографія
Закінчила Інститут шляхетних жінок Закавказзя (1865). Була активною членкинею «Товариства грамотності серед грузин», «Товариства педагогів та педагогів для жінок» та жіночого товариства «Освіта». Організаторка молодіжної журналістики. У 1883 році співробітничала в журналі «Набаті». У 1890 році заснувала журнал «Джеджилі» («Нива»), який зіграв важливу роль у розвитку грузинської дитячої літератури в Грузії. Була співредакторкою тижневика «Кваліфікації» («Борозна»). Перший переклад («Толерантність маршала» Альфонса Доде) був опублікований в 1876 році, перша оригінальна історія «Вітчизняна жертва» — 1880 році.
У 1891 році одружилася з грузинським письменником Георгієм Церетелі.